# Liste des sites et monuments classés de la wilaya de Bordj Bou Arreridj
Cet article présente une liste des sites et monuments classés de la wilaya de Bordj Bou Arreridj, en Algérie.

## Liste
| Id   | Identification du bien                                                             | Datation  | Commune            | Coordonnées    | Catégorie du classement                     | Mesures et date de protection | Date de publication au Journal Officiel | Illustration    |                       |
| ---- | ---------------------------------------------------------------------------------- | --------- | ------------------ | -------------- | ------------------------------------------- | --- | --------------------------------------- | --------------- | --------------------- |
| 34-1 | Bordj El Mokrani                                                                   | Médiévale | Bordj Bou Arréridj | à géolocaliser | Classé                                      | Classé sur la liste des biens culturels par arrêté du 17/03/2010, après avis conforme de la commission nationale des biens culturels.      | N° 27 du 25/04/2010                     |                 | Télécharger une image |
| 34-2 | Ruines de l'ancienne cité de Tihamamine sises sur le territoire des Ouled Khellouf | Antique   | El Ach             | à géolocaliser | Classé                                      | Classé parmi les sites et monuments historiques en date du 20/11/1906, Conformément à l'article 62 de l'ordonnance N° 67-281 du 20/12/1967 | N° 07 du 23/01/1968                     | Image manquante | Télécharger une image |
| 34-3 | Mausolée Bordj Choumaissa                                                          | Antique   | Bordj Ghedir       | à géolocaliser | Inscription sur l'inventaire supplémentaire | Inscrit sur l'inventaire supplémentaire Arrêté signé par le wali N° 1178 du 25/09/2014                                                     | Arrêté non pub au journal officiel      | Image manquante | Télécharger une image |
| 34-4 | Site Ain Toumla                                                                    | Antique   | Ras El Oued        | à géolocaliser | Inscription sur l'inventaire supplémentaire | Inscrit sur l'inventaire supplémentaire Arrêté signé par le wali N° 1179 du 25/09/2014                                                     | Arrêté non pub au journal officiel      | Image manquante | Télécharger une image |
| 34-5 | Site archéologique Tihmamine                                                       | Antique   | El Ach             | à géolocaliser | Inscription sur l'inventaire supplémentaire | Inscrit sur l'inventaire supplémentaire Arrêté signé par le wali N° 1176 du 25/09/2014                                                     | Arrêté non pub au journal officiel      | Image manquante | Télécharger une image |
| 34-6 | Site Kherbet Zambia                                                                | Antique   | Belimour           | à géolocaliser | Inscription sur l'inventaire supplémentaire | Inscrit sur l'inventaire supplémentaire Arrêté signé par le wali N° 1177 du 25/09/2014                                                     | Arrêté non pub au journal officiel      | Image manquante | Télécharger une image |